# Атаманское подворье
Атаманское подворье — архитектурный комплекс, куда входят поместье атаманов Ефремовых и Донская домовая церковь Ефремовых.

## Описание
Первым элементом архитектурного комплекса является атаманский дворец, построенный по примеру дворцов богатых людей Подмосковья. Это сооружение в два этажа было возведено в 50-х годах XVIII века, на плане города Черкасска 1740 года поместье отсутствует, но на карте 1759 года уже есть план этого здания, и оно отмечено как вновь строящееся господином тайного советника Данилы Ефремова. Строительство дворца было окончательно завершено в 1761 году, и тогда же его освятили вместе с домовой церковью в честь Донской божией матери. Изначально второй этаж был из дерева. В 1845 году дворец пострадал от пожара, после чего его восстановили в камне, придав его внешнему виду элементы классического стиля. Всего во дворце 21 комната, суммарная площадь составляет 1000 м².
Рядом с атаманским дворцом находится Донская домовая церковь Ефремовых (1756—1761 годы). Храм возведён по принципу «восьмерик на четверике», который в петровское время был популярен в России, в частности в сельской местности. В XIX веке пристроили приделы Николая Чудотворца и Даниила Столпника, колокольню объединили с церковью. В храме находился иконостас. Наибольший из восьми колоколов весил больше 2,5 тонн. За алтарём храма располагалось фамильное кладбище Ефремовых. Там похоронена и атаманша Меланья Карповна, казаки утверждают, что именно ей обязана своим происхождением поговорка «Наготовлено, как на Меланьину свадьбу».
В юго-западной части комплекса, в бывшей атаманской кухне, возведённой в 70-х годах XVIII столетия, находится выставка «Казаки-некрасовцы — потомки участников Булавинского восстания».